# Aquouass Briech
Aquouass Briech (en àrab أقواس برييش, Aqwās Brīx; en amazic ⴰⵇⵡⴰⵙ ⴱⵔⵢⵢⵛ) és una comuna rural de la prefectura de Tanger-Assilah, a la regió de Tànger-Tetuan-Al Hoceima, al Marroc. Segons el cens de 2014 tenia una població total de 4.993 persones.